# Britanska napoved vojne Nemčiji (1939)
Združeno Kraljestvo je 3. septembra 1939 napovedala vojno Nacistični Nemčiji zaradi nemške invazije na Poljsko, ki se je zgodila dva dni prej. Francija je Nemčiji napovedala vojno pozneje istega dne.
Vojno napoved je ob 11:00 uri na britanskem radiju nagovoril britanski premier Neville Chamberlain. 

## Besedilo vojne napovedi
Govorim vam iz pisarne na Dowing Street 10. 
Danes zjutraj je britanski veleposlanik v Berlinu nemški vladi izročil še zadnje končno poročilo, v kateri je pisalo, da bo med nami razglašeno vojno stanje, če do 11:00 ure ne bomo od njih prejeli, da so pripravljeni nemudoma umakniti vse svoje čete s Poljskega. Zdaj vam moram povedati, da tega odziva nismo prejeli in da je posledično naša država v vojni z Nemčijo. 
Težko si zdaj predstavljam, kako hud udarec je to zame, da je boj za ohranitev miru, ki sem ga ponujal dolga leta, propadel. In vendar ne morem verjeti, da bi lahko storili kaj več ali storili kaj drugače, kar bi pripeljalo do uspeha. 
Do zadnjega trenutka je bilo še mogoče doseči mirno rešitev spora med Nemčijo in Poljsko. Toda za Hitlerja se je to izkazalo za nesprejemljivo. Očitno se je odločil, da bo pod kakršnimi koli pogoji napadel Poljsko, in čeprav danes govori o nekaterih razumnih predlogih, ki jih je Poljska zavrnila, tem izjavam ne moremo verjeti na besedo. 
Zadevni predlogi niso bili predstavljeni ne Poljakom in ne nam. Čeprav so jih v četrtek zvečer predvajali na nemškem radiu, Hitler ni čakal na odzive, ampak je svojim vojakom ukazal, naj prestopijo poljsko mejo. Njegova dejanja so jasen dokaz, da ta človek ne bo opustil navade doseganja svojega s silo. In le sila ga lahko ustavi. 
Danes gremo skupaj s Francijo, ki izpolnjuje svoje obveznosti, na pomoč Poljski republiki, ki se tako pogumno bori proti podlemu in neizzvanemu napadu na svoje ljudi. Naša vest je čista. Naredili smo vse, kar je bilo odvisno od nas, sposobni smo storiti vse, kar je bilo mogoče, da vzpostavimo mir, a razmere, v katerih ni mogoče verjeti nobeni besedi nemškega voditelja in se nobena država, noben narod ne more počutiti varnega, je postalo nesprejemljivo. Od zdaj naprej smo odločeni narediti konec tej situaciji. Vem, da boste vsi svojo dolžnost opravljali mirno in pogumno. 
V tem trenutku nas zagotovila podpore, ki jih prejemamo iz vsega imperija, spodbujajo in krepijo.
Vlada je pripravila načrte, s katerimi bo državo obdržala skozi dneve stresa in napetosti, ki jo morda čakajo. Toda ti načrti potrebujejo vašo pomoč. Morda sodelujete z sovražnikom ali pa ste prostovoljci v kateri od vej Civilne zaščite. V tem primeru se boste javili servisu v skladu s prejetimi navodili. Morda opravljate dela, ki so nujna za vodenje vojne, za ohranjanje ljudi pri življenju – v tovarnah, v transportu, v javnih službah ali pri dobavi drugih potrebnih dobrin. Če je tako, potem je bistveno, da nadaljujete svoje delo.
Bog nas blagoslovi! 

Naj brani vse kar je prav. Borili se bomo proti zlu, surovi sili, lažni veri, nepravičnosti, zatiranju in represiji. In prepričan sem, da bo pravica prej ali slej zmagala.